# Костенко, Евдокия Леонтьевна
Евдокия Леонтьевна Костенко (14 марта 1922, Троицкое, Екатеринославская губерния — 8 февраля 1992, Троицкое, Днепропетровская область) — передовик советского сельского хозяйства, свинарка колхоза имени Кирова Павлоградского района Днепропетровской области, Герой Социалистического Труда (1971).

## Биография
Родилась 14 марта 1922 года в селе Троицкое (ныне Павлоградского района Днепропетровской области) в крестьянской семье.
Обучалась в школе, рано начала трудовую деятельность в сельском хозяйстве. После окончания школы работала трактористом и шофёром в местном колхозе. В период Великой Отечественной войны проживала на оккупированной территории с 1941 по 1943 годы.
После освобождения территории вновь стала работать трактористом, одной из первых ей удалось вывести в поле отремонтированный своими руками трактор.
Позднее перешла работать на свиноферму колхоза имени Кирова. В колхозе было более 11 тысяч свиней. Производство свинины достигало 96 центнеров на 100 гектаров сельскохозяйственных земель. Первой в районе перевела своих свиноматок на туровые опоросы. Получала по 26—28 поросят от каждой свиноматки в год. Стала одной из передовых свинарок в районе и области.
Указом Президиума Верховного Совета СССР от 8 апреля 1971 года за выдающиеся успехи, достигнутые в развитии сельскохозяйственного производства и выполнении пятилетнего плана продажи государству продукции животноводства, Евдокии Леонтьевне Костенко было присвоено звание Героя Социалистического Труда с вручением ордена Ленина и медали «Серп и Молот».
Работала свинаркой в колхозе до выхода на пенсию.
Последние годы жизни проживала в родном селе. Умерла 8 февраля 1992 года. Похоронена на сельском кладбище.

## Награды
- золотая звезда «Серп и Молот» (08.04.1971)
- орден Ленина (08.04.1971)
- Орден Октябрьской Революции (06.09.1973)
- другие медали.